# Бердешов, Пангерей
Пангерей Бердешов (17 февраля 1936, Орлик, Испульский район, Гурьевский округ, КазАССР, РСФСР, СССР — 20 февраля 1999, Тандай, Атырауская область) — старший чабан совхоза «Баксайский» Махамбетского района Гурьевской области, Герой Социалистического Труда (22.03.1966).

## Биография
Родился 17.02.1936.
С 1953 года работал чабаном, старшим чабаном в каракулеводческом совхозе «Баксайский» Индерского (Махамбетского) района.
В совершенстве изучил методы ухода, содержания и разведения каракульских овец. В 1963 году получил по 135 ягнят на 100 овцематок, в 1964 — по 152, в 1965 году — по 151 ягненку. Сохранность поголовья составила 97—100 %.
За успехи, достигнутые в развитии животноводства, присвоено звание Героя Социалистического Труда (22.03.1966). Награждён Почётными грамотами Верховного Совета Казахской ССР.

## Память
Решением акима Баксайского сельского округа от 11 мая 2018 года улице № 11 в селе Тандай присвоено имя Пангерея Бердешова.